# 546 v. Chr.
Portal Geschichte | Portal Biografien | Aktuelle Ereignisse | Jahreskalender | Tagesartikel

◄ |
7. Jahrhundert v. Chr. |
6. Jahrhundert v. Chr. |
5. Jahrhundert v. Chr. |
►

◄ | 560er v. Chr. | 550er v. Chr. | 540er v. Chr. | 530er v. Chr. |
520er v. Chr. |
►

◄◄ | ◄ | 549 v. Chr. | 548 v. Chr. | 547 v. Chr. | 546 v. Chr. |
545 v. Chr. |
544 v. Chr. |
543 v. Chr. |
► |
►►

## Ereignisse

### Politik und Weltgeschehen
- Dritter Umsturzversuch des Peisistratos in Athen (unterstützt von Lygdamos von Naxos); diesmal bleibt er erfolgreich und errichtet eine Tyrannis.

### Wissenschaft und Technik
- In seinem zehnten Regierungsjahr (546 bis 545 v. Chr.) lässt der babylonische König Nabonid den Schaltmonat Ululu II ausrufen, der am 8. September[1] begann.
- Im babylonischen Kalender fällt das babylonische Neujahr des 1. Nisannu auf den 14.–15. März[1]; der Vollmond im Nisannu auf den 29.–30. März[1] und der 1. Tašritu auf den 7.–8. Oktober[1].[2]

## Gestorben
- 17. Juni: Adad-happe, neubabylonische Königsmutter (* um 650 v. Chr.)
- um 546 v. Chr.: Thales von Milet, griechischer Naturphilosoph, Staatsmann, Mathematiker, Astronom und Ingenieur (* um 624 v. Chr.)